# East Hawkesbury
East Hawkesbury es un municipio canadiense situado en la provincia de Ontario.

## Superficie
East Hawkesbury tiene una superficie de 235,06 km².

## Demografía
En 2021, tenía 3418 habitantes, una densidad poblacional de 14,5 hab./km², y 1507 viviendas.